# (4642) Murchie
(4642) Murchie es un asteroide perteneciente al cinturón de asteroides, descubierto el 23 de agosto de 1990 por Henry E. Holt desde el Observatorio del Monte Palomar, Estados Unidos.

## Designación y nombre
Designado provisionalmente como 1990 QG4. Fue nombrado Murchie en honor a Scott Murchie que explora desde satélites de hielos, rocas marcianas, lunas, hasta la datación de la edad de rocas terrestres.

## Características orbitales
Murchie está situado a una distancia media del Sol de 3,180 ua, pudiendo alejarse hasta 3,656 ua y acercarse hasta 2,705 ua. Su excentricidad es 0,149 y la inclinación orbital 1,010 grados. Emplea 2072 días en completar una órbita alrededor del Sol.

## Características físicas
La magnitud absoluta de Murchie es 12,3. Tiene 17,065 km de diámetro y su albedo se estima en 0,088.